# گرنورس (کارولینای شمالی)
گرنورس (به انگلیسی: Greenevers) شهری در ایالت کارولینای شمالی کشور ایالات متحده آمریکا است که جمعیت آن در سرشماری سال ۲۰۱۰ میلادی، ۶۳۴ نفر بوده‌است.